# Паркер, Гарри
Гарри Паркер (англ. Garry Parker; 7 сентября 1965, Оксфорд, Великобритания) — английский футболист, который играл на позиции полузащитника. Сейчас работает тренером, в последние годы — ассистентом Нила Леннона.

## Карьера
Гарри Паркер начал свою профессиональную карьеру в 18 лет, когда заключил контракт с клубом Первой лиги чемпионата Англии Лутон Таун. Гарри Паркер с Лутоном Тауном дошёл в кубке Англии по футболу до полуфинала. В 1986 году Гарри Паркер перешёл в клуб второго дивизиона чемпионата Англии Халл Сити, где провёл 2 сезона. В этот период, Гарри Паркер играл за молодёжную сборную Англии (до 21 года). Гарри Паркер участник чемпионата Европы среди молодёжи 1988 года, где забил гол в полуфинале, в матче против Франции, которая закончилась поражением сборной Англии со счётом 4:2.
В 1988 году за 250000 фунтов стерлингов Гарри Паркер перешёл из клуба Халл Сити в Ноттингем Форест. Гарри Паркер провёл в клубе Ноттингем Форест 4 сезона и за это время Ноттингем Форест дважды выигрывал Кубок Английской лиги в сезонах 1988/89 и 1989/90, выиграл кубок полноправных членов в сезоне 1988/89, третье место в чемпионате Англии в сезоне 1988/89, и Ноттингем Форест уступил  в финале кубка Англии по футболу в сезоне 1990/91.
В ходе сезона 1991/92 Гарри Паркер перешёл из клуба Ноттингем Форест в Астон Виллу. За 4 сезона, которые провёл в Астон Вилле, Гарри Паркер сыграл во всех турнирах 119 матчей и забил 13 голов
10 февраля 1995 года Гарри Паркер заключил контракт с клубом Лестер Сити.
 
В 2001 году Гарри Паркер закончил карьеру футболиста.